# Dolní Domaslavice
Dolní Domaslavice är en ort i Tjeckien. Den ligger i den östra delen av landet, 290 km öster om huvudstaden Prag. Dolní Domaslavice ligger 319 meter över havet och antalet invånare är 977.
Terrängen runt Dolní Domaslavice är platt åt nordväst, men åt sydost är den kuperad.Runt Dolní Domaslavice är det ganska tätbefolkat, med 80 invånare per kvadratkilometer. Närmaste större samhälle är Ostrava, 19,7 km nordväst om Dolní Domaslavice. Omgivningarna runt Dolní Domaslavice är en mosaik av jordbruksmark och naturlig växtlighet.